# Aletschhorn
O Aletschhorn é uma montanha dos Alpes berneses, exatamente a meio dos Oberland bernês mas do lado dos Alpes valaisanos, na Suíça, e com 4193 m faz parte dos 4000 dos Alpes.
O Aletschhorn  domina o Glaciar de Aletsch a oeste e a sua vertente dá origem ao Mittelaletschgletscher, que se junta ao glaciar principal mais abaixo, a cerca de 2300 m.

## Ascensões
- 1859 - Primeira ascensão por Francis Fox Tuckett com Johann Joseph Bennen, Peter Bohren e V. Tairraz, a 18 de julho
- 1925 - Face Norte por Caspar Mooser, Émile-Robert Blanchet e Adolph Ruby
- 1929 - Face Sul por Caspar Mooser, Émile-Robert Blanchet e Linus Pollinger